# 1587 Карштедт
1587 Карштедт (1587 Kahrstedt) — астероїд головного поясу, відкритий 25 березня 1933 року.
Тіссеранів параметр щодо Юпітера — 3,414.